# Мінімал-техно
Мінімал-техно (англ. Minimal Techno) — мінімалістичний різновид техно, досить простий ритм і декілька специфічних, здебільшого синтезованих, звуків. Він характеризується атональністю, умисно спрощеним звуковим рядом та мелодикою та з великою кількістю шумів. Один з найпопулярніших жанрів сучасності, особливо в Японії та Європі. Інколи цей напрям визначають як музику створену з «відходів виробництва» — те, що в інших жанрах відносять до розряду дефектів або помилок, в мінімал-техно стає справжньою знахідкою, повноправним засобом виразності. Часто композиції мінімал-техно вибудовані на неявних, майже непомітних для людського сприйняття змінах звукового простору. 
 Жанр мінімал-техно тісно пов'язаний з таким напрямом, як ембієнт (ембієнт-техно), детройт-техно, тек-хаус та глітч.
Одним з перших засновників даного напряму був Richie Hawtin. В загальному швидкість мініміл-техно 125—130 BPM (beats per minute).